# Долби (театр)
«До́лби» (англ. Dolby Theatre; ранее известен под названием «Кодак») — театр в Лос-Анджелесе, открывшийся 9 ноября 2001 года и с тех пор ставший постоянной ареной проведения церемонии вручения премии «Оскар». Строительство театра спонсировала американская компания Eastman Kodak, вложившая в проект 75 млн долларов, для того, чтобы театр получил её имя.
Театр может вместить около 3400 человек, а его сцена является одной из самых крупных в Соединённых Штатах. Академия кинематографических искусств и наук арендует театр за неделю до проведения церемонии, а в остальное время там проходят различные концерты, шоу и церемонии вручения прочих наград. Иногда помещения театра арендуют для проведения частных мероприятий, в том числе свадеб.

## История и Архитектура

### Архитектура
Театр был спроектирован Дэвидом Рокуэллом из Rockwell Group специально для проведения церемоний вручения премии "Оскар". Ширина Театра составляет 34.4 метра, а глубина — 18.3 метра, а вместимость составляет всего около половины от вместимости Музыкального зала, Зал вмещает 3332 человека.
Зрительный зал стал известен как место проведения телевизионных театральных представлений и церемонии вручения премий "Оскар". Команда архитекторов активно консультировалась с ведущими производственными специалистами Голливуда, создавая высокофункциональную кабельную инфраструктуру с подземным кабельным бункером, который проходит под театром и соединяет его с грузовиками на прилегающих улицах. Электричество также является существенным и доступным. В театре есть уникальная кабина, спроектированная компанией Rockwell в зоне отдыха оркестра, для управления камерой, звуком и сценой.
Холл от главного входа до парадной лестницы (ведущей к театру в задней части торгового комплекса) обрамлен витринами магазинов, а также колоннами в стиле ар-деко с именами прошлых лауреатов премии "Оскар" за лучший фильм (с пробелами оставлено для будущих победителей в номинации "Лучший фильм", в настоящее время действует до 2071 года). В стиле, напоминающем о съемках голливудских фильмов, здание декорируется перед церемонией вручения премии "Оскар", иногда с другой вывеской на фасаде, красными драпировками, скрывающими витрины магазинов, и знаменитой красной дорожкой, ведущей вверх. его величественная лестница.

### История
Театр был создан для Академии (AMPAS) для решения логистических проблем, с которыми она столкнулась при проведении церемонии вручения премии "Оскар" в других местах, таких как Павильон Дороти Чандлер и Shrine Auditorium. В августе 1997 года, AMPAS и канадская девелоперская фирма TrizecHahn начали переговоры о строительстве развлекательного комплекса, расположенного на углу  голливудского бульвара и Highland Avenue примыкает к китайскому театр TCL. Семь месяцев спустя, и Академия, и TrizecHahn договорились об аренде на двадцать лет, что позволило провести церемонию на новом месте.
Церемония вручения премии "Оскар" была впервые проведена в новом театре в рамках 74-й кинопремии "Оскар" в 2002 году, что стало первым событием в Голливуде после 32-я церемония вручения в Pantages Theatre в 1960 году. С тех пор здесь проводятся все церемонии вручения премии "Оскар"., единственным исключением была 93-я кинопремия "Оскар" в 2021 году, которая была сокращена и перенесена на Union Station из-за пандемии в Калифорнии.
До февраля 2012 года театр спонсировался компанией Eastman Kodak Company, которая заплатила 75 миллионов долларов за право на название здания. В начале 2012 года компания Eastman Kodak подала заявление о защите от банкротства, тем самым завершив сделку по продаже прав на название. Затем название театра было временно изменено на Голливуд и Хайленд-центр (Hollywood and Highland Center).  По предложению арендодателя помещения.
1 мая 2012 года было объявлено, что место проведения будет переименовано в Dolby Theatre в честь Dolby Лаборатории подписали соглашение о правах на название сроком на 20 лет.Сначала компания Dolby обновила звуковую систему, установив Dolby Atmos. Компания планирует продолжать оснащать аудиторию новыми технологиями по мере их появления.
- Передний фасад Kodak Theatre
- Парадная лестница , ведущая в театр "Долби "
- Вход в театр в преддверии церемонии вручения премии " Оскар" в 2022 году